# Malpaisomys insularis
Genre
Espèce
Malpaisomys insularis est la seule espèce du genre fossile Malpaisomys, décrite en 1988. C'est un rongeur de la sous-famille des Murinés.

## Référence
- Hutterer, Lopez-Martinez & Michaux 1988 : A new rodent from Quaternary deposits of the Canary Islands and its relationships with Neogene and Recent murids of Europe and Africa. Palaeovertebrata (Montpellier), 18-4 p. 241-262.